# منتخب نيبال للكريكت
منتخب نيبال الوطني للكريكت (بالنيبالية: नेपाली राष्ट्रिय क्रिकेट टिम)‏ هو ممثل نيبال الرسمي في المنافسات الدولية في الكريكت .